# Kathi Käppel
Kathi Käppel (* 1977 in Heidelberg) ist eine deutsche Künstlerin (Zeichnung, Animation, Installation).

## Leben
Kathi Käppel studierte unter Nanne Meyer Visuelle Kommunikation an der Kunsthochschule Berlin-Weißensee und Animation unter Suzanne Buchan an der University for the Creative Arts (UCA), Vereinigtes Königreich. Käppel zählt zu den Mitbegründern der Gruppe monogatari, die unter anderem mit den Comic-Reportagen ihres Debüts Alltagsspionage – Comicreportagen aus Berlin für den Max-und-Moritz-Preis nominiert wurde.
Sie erhielt zahlreiche Auszeichnungen, Film- und Projektförderungen, war Stipendiatin des DAAD, der Fulbright-Kommission und der Stiftung Freiheit. Ausgewählte Ausstellungen und Filmfestivals umfassen: Biennale der Animation Bratislava, SK; Internationales Filmfestival Edinburgh, UK; interfilm Berlin, DE; Internationale Kurzfilmtage Oberhausen, DE; Les Rencontres Internationales, F; sehsüchte, Berlin, DE; Internationales Filmfest Houston, USA; Backup-Festival, DE; Internationales Trickfilm-Festival Stuttgart, DE; Künstlerhaus Dortmund, DE; Galerie Berliner Kunstprojekt, DE; Galerie Parterre Berlin, DE. Ihre Animationsfilme wurden in das National Archive des British Film Institute aufgenommen. Seit 2009 war sie regelmäßig Jurymitglied des Internationalen Trickfilm Festivals Stuttgart. Kathi Kaeppel ist Mitglied in der Society for Animation Studies, der AG Animation als Teil der Gesellschaft für Medienwissenschaften und dem NECS – European Network for Cinema and Media Studies.
Die Gestaltung und der künstlerische Einsatz von Animation bildet das Zentrum von Kathi Kaeppels künstlerischer Praxis. Seit 2018 ist ihre künstlerische Arbeit in eine wissenschaftliche-künstlerische Promotion an der Filmuniversität Babelsberg Konrad Wolf eingebettet, so wie in das interdisziplinäre Forschungsprojekt der Hochschule Luzern - Design & Kunst Moving in Every Direction – Künstlerische Forschung als Beitrag zur Entwicklung aktueller Raumkonfigurationen für das bewegte Bild, das durch den Schweizerischen Nationalfonds (SNF) gefördert wird.
2007 begann Kathi Kaeppel ihre Lehrtätigkeit an der Kunsthochschule Berlin-Weißensee. Es folgten Lehraufträge u. a. an der Burg Giebichenstein Kunsthochschule Halle, der Kunsthochschule Kassel, der Universität der Künste Berlin und der Hochschule Luzern Design & Kunst. Von 2014 bis 2018 war Kathi Käppel Gastprofessorin an der Kunsthochschule Berlin-Weißensee. 2022 wurde sie ordentliche Professorin an der Hochschule Trier. Seit Oktober 2022 lehrt und forscht sie als Gastprofessorin für Gestaltung des bewegten Bildes an der Universität der Künste Berlin.
Sie ist Mutter von drei Kindern und lebt in Berlin und Frankfurt am Main.

## Auszeichnungen (Auswahl)
- 2001: Flash Preis – Beste animierte Serie, Berlin Beta
- 2002: 1. Preis backup Film Festival
- 2003: Silber Preis, SOKI – International Illustration & Design Competition, Korea
- 2003: Sehsüchte Animations Preis
- 2003: Gold Preis, Experimental film & video remi awards, WorldFest-Houston International Film Festival
- 2003: Jury Preis, shorts–welcome
- 2003: Auszeichnung, Annual Multimedia
- 2004: 200 Best illustrators worldwide, Lürzer’s Archiv
- 2011: Animationspreis, Communication Arts Award
- 2017: German Design Award Special, Rat für Formgebung
- 2017: Bronze, Art Directors Club Deutschland e.V.

## Werk (Auswahl)
- Pulukaukau (2002), Animationsfilm
- tiny (2004), Animationsfilm
- The One the Other, kinetische Installation (2019)
- I Live With My Brat In A High-Rise Flat (2019), Installation
- The Passage (2020), Kunst am Bau

## Ausstellungen (Auswahl)
- 2008: Kathi Kaeppel, Das Spektakel, Galerie Neurotitan, Berlin
- 2014: Kathi Kaeppel & Jim Avignon, Binary Hulahoop, Galerie Crystall Ball, Berlin
- 2020: Kathi Kaeppel, The Lonesome Tree[2], Weissfrauenkirche, Frankfurt am Main
- 2021: Kathi Kaeppel, Vestige[3], Atelierfrankfurt, Frankfurt am Main
- 2022: Kathi Kaeppel, Virgin Soil[4], Stiftung Heussenstamm, Frankfurt am Main

## Publikationen (Auswahl)
- 2000: Alltagsspionage – Comicreportagen aus Berlin, Comic, monogatari
- 2001: Die Muschel und der Prinz, Comic, monogatari
- 2002: Hallustination – Springpoem 4, Comic, LustPress
- 2019: Schlamassel, Kathi Kæppel (Edt.), Kunsthochschule Berlin-Weißensee, ISBN 978-3-00-060193-4